# أميدي-فرانسوا فريزييه
أميدي-فرانسوا فريزييه (بالفرنسية: Amédée François Frézier) (1682 – 26 تشرين الأول/أكتوبر 1773) سياسي وعسكري فرنسي عمل في عدة مجالات منها التجسس والهندسة العسكرية والاستكشاف.
ينسب إليه أن جلب أنواع من Fragaria chiloensis (التي تعرف باسم فراولة الشاطئ أو فراولة تشيلي) إلى أوروبا أثناء عودته من مهمة في أمريكا الجنوبية، والتي أدى تهجينها مع نوع آخر إلى الحصول على فاكهة الفراولة (الفريز) بشكلها الحالي. كما قدم أطروحة عن الألعاب النارية باسم Traité des feux d'artice pour le spectacle سنة 1747.

## اقرأ ايضاً
- الإمبراطورية الفرنسية الاستعمارية